# Aguilera, Atzalan
Aguilera är en ort i Mexiko.   Den ligger i kommunen Atzalan och delstaten Veracruz, i den sydöstra delen av landet, 200 km öster om huvudstaden Mexico City. Aguilera ligger 1 562 meter över havet och antalet invånare är 143.
Terrängen runt Aguilera är kuperad åt sydväst, men åt nordost är den bergig. Runt Aguilera är det ganska tätbefolkat, med 129 invånare per kvadratkilometer. Närmaste större samhälle är Teziutlan, 12,3 km väster om Aguilera. I omgivningarna runt Aguilera växer i huvudsak städsegrön lövskog.